# سلیطه آدامس بادکنکی
سلیطه آدامس بادکنکی (به انگلیسی: Bubblegum Bitch) ترانه‌ای از خواننده و ترانه‌سرای اهل ولز مارینا دیاماندیس که اکنون به‌صورت رسمی با نام مارینا و در گذشته با عنوان مارینا اند د دایمندز(en) شناخته می‌شد است. این نخستین ترانه از دومین آلبوم استودیویی قلب الکترا (۲۰۱۲) وی است که همراه آن در ۲۷ آوریل ۲۰۱۲ به انتشار رسید. درحالی که ریک نوولز و دین رید(en) تهیه‌کنندگی ترانه را برعهده گرفتند، ترانه‌سرایی آنرا دیاماندیس همراه با نوولز به اتمام رساندند. ترانه علیرغم اینکه بعنوان تک‌آهنگ منتشر نشده‌است، توانست بعد از دوره‌ای محبوبیت در اوایل ۲۰۲۱ (میلادی) در شبکه اجتماعی تیک‌تاک وارد نمودار پخش جهانی شود. سپس به این خاطر در ماه مارس صاحب گواهی طلا در ایالات متحده آمریکا و در سپتامبر سال جاری صاحب گواهی نقره در بریتانیا شد.

## نمودار
| نمودار (۲۰۲۱)    | اوج جایگاه |
| ---------------- | ---------- |
| یونان (آی‌اف‌پی‌آی) | ۹۸         |
| لیتوانی (AGATA)  | ۸۹         |

## گواهی‌ها
| منطقه                                   | گواهی  | واحد گواهی‌شده/فروش |
| --------------------------------------- | ------ | ------------------ |
| بریتانیا (بی‌پی‌آی)                       | نقره   | ۲۰۰٬۰۰۰            |
| ایالات متحده (آرآی‌ای‌ای)                 | پلاتین | ۱٬۰۰۰٬۰۰۰          |
| رقم فروش+پخش جاری تنها بر پایهٔ گواهی‌ها. |        |                    |